# Mohammad Marandi

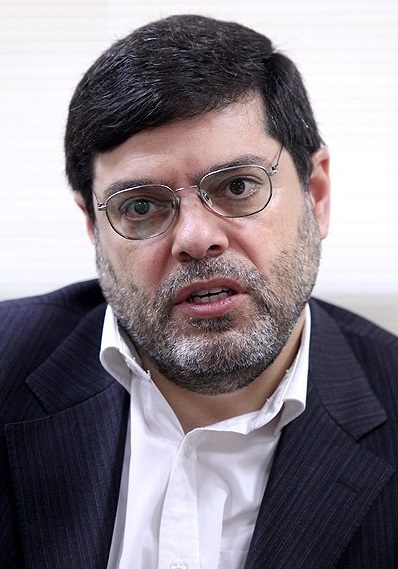
Mohammad Marandi (um 2014)

Seyed Mohammad Marandi (persisch سید محمد مرندی; * 14. Mai 1966 in Richmond, Virginia) ist ein iranisch-amerikanischer Amerikanist und Hochschullehrer. Er ist Inhaber des Lehrstuhls für Amerikankunde (American Studies) an der Universität Teheran.

## Leben und Tätigkeit
Marandi wurde als Sohn des im amerikanischen Exil lebenden iranischen Mediziners Alireza Marandi in den Vereinigten Staaten geboren, in denen er seine ersten dreizehn Lebensjahre verbrachte. Nach der Iranischen Revolution von 1979 kehrte Marandi mit seinen Eltern in den Iran zurück. Der Vater ließ sich Anfang der 1980er Jahre als praktischer Arzt in Teheran nieder. Außerdem wurde er aktiver Politiker. Unter anderem bekleidete er in den Regierungen von Mir-Hossein Mousavi und Akbar Hashemi Rafsanjani von 1984 bis 1989 und von 1993 bis 1997 das Amt des Gesundheitsministers.
Marandi selbst meldete sich in den 1980er Jahren freiwillig zur Teilnahme an dem von 1980 bis 1988 dauernden Krieg zwischen dem Irak und Iran, in dem er zweimal irakischen Chemiewaffenangriffen ausgesetzt war.
Nach dem Schulbesuch studierte Marandi englische Sprache und Literatur an der Universität Tehran und später an der Universität Birmingham in Großbritannien. An der letzteren erwarb er einen PhD-Abschluss mit einer Studie über den britischen Romantiker George Gordon Byron und sein Verhältnis zum Orientalismus.
In den 2000er Jahren wurde Marandi als Dozent an die Universität Teheran berufen. An dieser lehrt er seither als Professor für englische Literatur und Orientalismus und Inhaber des Lehrstuhls für American Studies (chair of American studies).
Marandi gilt weithin als Anhänger des politischen System des Iran und der iranischen Staatsführung. beschrieben, während SkyNews ihn als „an analyst with close ties to the country’s government“ („einen Analysten mit engen Bindungen zur Regierung des Landes [des Iran]“) charakterisiert hat. Direkt zusammengearbeitet mit der iranischen Regierung hat Marandi als Berater des iranischen Verhandlungsteams für das Atomabkommen mit dem Iran in Wien.
Kritik rief Marandi hervor, als er nach dem Attentat auf Salman Rushdie im Jahr 2022 ablehnte, dieses zu missbilligen („I won’t be shedding tears for a writer who spouts endless hatred & contempt for Muslims & Islam.“).

## Schriften
- Lord Byron, His Critics and Orientalism, 2003. (Dissertation)
- „Oppressors and Oppressed Reconsidered: A Shi‘itologic Perspective on the Islamic Republic of Iran and Hezbollah’s Outlook on International Relations“, in: Deina Abdelkader / Nassef Manabilang Adiong / Raffarele Mauriello (Hrsg.): Islam and International Relations. Contributions to Theory and Practice, Springer 2015, S. 50–71.
- „The Khamenei Doctrine: Iran’s Leader on Diplomacy, Foreign Policy and International Relations“, in: Nassef Manabilang Adiong / Raffaele Mauriello / Deina Abdelkader (Hrsg.): Islam in International Relations: Politics and Paradigms, Routledge, New York 2018, S. 18–38.